# Gonzalo Villagra
Gonzalo Andrés Villagra Lira (Santiago, 17 de septiembre de 1981) es un Exfutbolista chileno. Jugaba de mediocampista defensivo y su último equipo fue la Unión Española de la Primera División de Chile.
Es también, con el paso de los años, uno de los referentes e ídolos de Unión Española. Una vez terminado el Torneo Clausura 2015, Villagra termina contrato con el club hispano, con el cual estuvo 10 años y desempeñó la labor de capitán. Regresando después en 2021 para retirarse en el club de sus amores.

## Clubes
| Club                        | País  | Año       |
| --------------------------- | ----- | --------- |
| Universidad Católica        | Chile | 2000-2004 |
| → Santiago Morning (cedido) | Chile | 2002      |
| Unión Española              | Chile | 2004      |
| Universidad de Concepción   | Chile | 2005      |
| Palestino                   | Chile | 2005      |
| Unión Española              | Chile | 2006-2015 |
| Deportes Antofagasta        | Chile | 2015-2018 |
| Santiago Morning            | Chile | 2019-2021 |
| Unión Española              | Chile | 2021      |

## Palmarés

### Campeonatos nacionales
| Título             | Equipo         | País  | Año    |
| ------------------ | -------------- | ----- | ------ |
| Primera División   | Unión Española | Chile | 2013-T |
| Supercopa de Chile | Unión Española | Chile | 2013   |